# Giovanna di Penthièvre
Giovanna di Penthièvre, detta la Zoppa (1319 – Guingamp, 10 settembre 1384), regnò sul ducato di Bretagna, con alterne vicende, dal 1341 al 1365, insieme al marito.

## Origine
Secondo le Mémoires pour servir de preuves à l'Histoire ecclésiastique et civile de Bretagne, Tome I, Giovanna era l'unica figlia del visconte di Limoges e Conte di Penthièvre, Guido di Penthièvre e della sua prima moglie, Giovanna d'Avaugour, contessa di Goello e signora d'Avaugour, come confermano le Mémoires pour servir de preuves à l'Histoire ecclésiastique et civile de Bretagne, Tome I, figlia del signore d'Avaugour, Enrico IV e della moglie, Giovanna d'Harcourt signora di Laigle , come ci viene ancora confermato dalle Mémoires pour servir de preuves à l'Histoire ecclésiastique et civile de Bretagne, Tome I.

Secondo le Mémoires pour servir de preuves à l'Histoire ecclésiastique et civile de Bretagne, Tome I, Guido di Penthièvre era il figlio maschio secondogenito del visconte di Limoges e Conte di Richmond, Arturo II, futuro duca di Bretagna, Pari di Francia e conte di Penthièvre e della sua prima moglie, Maria, viscontessa di Limoges, figlia del visconte di Limoges Guido VI e della moglie, Margherita di Borgogna, come ci viene confermato dal Anonymum S Martialis Chronicon, figlia del Duca di Borgogna e re titolare di Tessalonica, Ugo IV di Borgogna e di Yolanda di Dreux.

## Biografia
Giovanna nata intorno al 1319 da Guido di Penthièvre (1287-1331) e da Giovanna d'Avaugour (1300-1327), rimase orfana di madre, all'età di circa otto anni. Suo padre era il fratello minore ed erede del duca, Giovanni III, che nonostante tre matrimoni, era ancora senza discendenza legittima, mentre Giovanna, nel 1327, era divenuta signora d'Avaugour, di Mayenne, di Chatel-Audrey e dell'Aigle.
Alla morte del padre, Guido, avvenuta a Nigeon, nei pressi di Parigi (oggi un quartiere di Parigi), Giovanna, nel 1331, ereditò le contee di Goello e di Penthièvre, e divenne erede del ducato di Bretagna, in quanto suo zio Giovanni III, non aveva ancora discendenza legittima.
Nel dicembre del 1335, il re d'Inghilterra, Edoardo III, diede procura a due nobili di ottenere il fidanzamento di Giovanna con suo fratello, Giovanni, di circa vent'anni, che però non andò a buon fine, per la morte di Giovanni.
Verso il 1337, dallo zio Giovanni III, Giovanna fu data in sposa al suo coetaneo, Carlo di Blois, figlio secondogenito del Conte di Blois e di Dunois e Signore d'Avesnes, di Trélon, di Guise, Guido I di Blois-Châtillon e di Margherita di Valois
Secondo il Chronicon Britannicum, Giovanni III morì nel 1341 (MCCCXLI obiit Johannes dux Britanniæ), il 30 aprile (ultima die mentis aprilis), precisando che fondò una cappella presso le mura di Nantes (capellam SS. Donationi et Rogatiani prope muros civitatis Nannetensis).

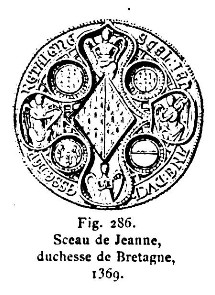
Il sigillo di Giovanna

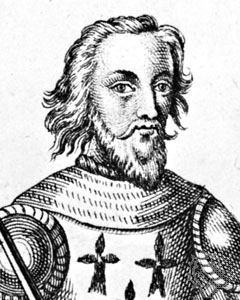
Il consorte Carlo di Blois

Dopo la morte di Giovanni III, per la successione al ducato ci furono due pretendenti: Carlo di Blois, marito di Giovanna e Giovanni di Montfort (fratellastro di Giovanni III, nato dal secondo matrimonio del padre, Arturo II di Bretagna con Iolanda di Dreux). Entrambi i pretendenti chiesero di rendere omaggio al re di Francia, Filippo VI; la corte di Parigi, dopo lunghe discussioni, si pronunciò a favore del nipote del re, Carlo di Blois; la Bretagna però era divisa, la parte orientale dove la terra era più fertile e si parlava francese, avendo rapporti con l'Angiò e la Francia, parteggiava per Carlo, mentre la parte occidentale, più brulle e selvaggia, dove si parlava il bretone, parteggiava per Giovanni di Montfort.
Sostenuti dalle amministrazioni locali e dalla piccola nobiltà, Giovanna ed il marito assunsero nel 1341 il controllo del ducato senza tenere in conto le rimostranze di Giovanni di Monfort; quando questi morì, nel 1345, sua moglie Giovanna di Fiandra continuò la lotta per proteggere i diritti del proprio figlio, il futuro Giovanni V di Bretagna. Giovanna di Fiandra organizzò una propria resistenza e utilizzò anche i mezzi diplomatici per proteggere le proprie pretese ed il figlio. Durante un assedio, arrivò persino a indossare l'armatura per condurre la difesa della città. Fra le sue altre imprese si ricorda una spedizione che portò l'esercito bretone oltre le mura della città fino ad un campo nemico che venne razziato e bruciato ed anche la cattura del marito di Giovanna di Penthièvre, Carlo. Poco dopo, attorno al 1345, la fortuna girò dalla parte di Giovanna di Penthièvre, che riuscì a liberare il marito ed a scacciare la rivale sino in Inghilterra, dove morì pazza..
Giovanna e Carlo a quel punto s'insediarono nuovamente nel ducato, raccogliendo sotto di sé la maggior parte del territorio bretone. Non avevano fatto però i conti con gli inglesi, che appoggiavano le pretese del futuro Giovanni V, e nel 1347 Carlo venne catturato e fu liberato soltanto nove anni dopo, in seguito del pagamento di un cospicuo riscatto.
La guerra si innestò in quella dei cent'anni.

Nel 1362 Giovanni di Montfort cercò di venire a patti con Carlo di Blois; ma Giovanna non acconsentì alcuna trattativa, per cui la guerra riprese e benché Giovanna ed il marito fossero sostenuti dall'esercito di Bertrand du Guesclin il 29 settembre 1364, nella Battaglia di Auray, Carlo morì e il Du Guesclin fu fatto prigioniero e la guerra stessa finì con la vittoria degli inglesi e l'insediamento sul trono ducale di Giovanni, V duca di Bretagna.. Nel 1365 il trattato di Guérande assegnò la Bretagna a Giovanni, figlio di Giovanni di Montfort, che rese omaggio al re di Francia.
Carlo, che venne beatificato nel 1904 per la sua devozione religiosa, lasciò vedova la moglie Giovanna che dovette arrendersi e a Guérande firmò un trattato con il quale cedeva a Giovanni la sovranità della Bretagna, pur mantenendo per sé il titolo ducale.
Quando nel 1379 Giovanni V fu costretto, a causa di tumulti interni che mal vedevano il suo stretto rapporto con Edoardo III d'Inghilterra, a ritirarsi in Gran Bretagna e, vedendo il ducato scoperto, Carlo V di Francia tentò di annetterlo alla Francia. I bretoni e la stessa Giovanna furono sconvolti da tale prospettiva e chiesero a gran voce il ritorno del duca perché scongiurasse quest'eventualità. Quando, nel 1381, Carlo V morì, Giovanna e Giovanni V firmarono un nuovo trattato che prevedeva per lei una pensione e la possibilità per i propri figli di reclamare il trono se Giovanni fosse morto senza eredi.
Giovanna morì il 10 settembre 1384e venne sepolta a Guingamp nella chiesa dei frati minori.

## Matrimonio e discendenza
Dal matrimonio della duchessa con Carlo di Blois nacquero cinque figli:
- Giovanni (1340-1404), conte di Penthièvre e di Goello e visconte di Limoges[20]
- Guido, fu ostaggio col padre in Inghilterra; morì senza discendenza[21]
- Enrico († dopo il 1400), che sostenne la madre, col secondo trattato di Garande, del 1381[21]
- Margherita (1339-1354), che sposò Carlo de La Cerda[22]
- Maria (1345-1404), che sposò Luigi I d'Angiò[23].

## Ascendenza
|                                         |                                |                                        | Genitori                               |  |  | Nonni |  |  | Bisnonni                      |  |  | Trisnonni                    |  |
|                                         |                                |                                        |                                        |  |  |       |  |  | Giovanni II, duca di Bretagna |  |  | Giovanni I, duca di Bretagna |  |
|                                         |                                |                                        |                                        |  |  |       |  |  | Giovanni II, duca di Bretagna |  |  | Giovanni I, duca di Bretagna |  |
|                                         |                                | Bianca di Navarra                      |                                        |  |  |       |  |  | Giovanni II, duca di Bretagna |  |  |                              |  |
| Arturo II, duca di Bretagna             |                                |                                        |                                        |  |  |       |  |  | Giovanni II, duca di Bretagna |  |  |                              |  |
|                                         |                                | Beatrice d'Inghilterra                 | Enrico III, re d'Inghilterra           |  |  |       |  |  |                               |  |  |                              |  |
|                                         |                                | Beatrice d'Inghilterra                 | Enrico III, re d'Inghilterra           |  |  |       |  |  |                               |  |  |                              |  |
|                                         |                                | Beatrice d'Inghilterra                 | Eleonora di Provenza                   |  |  |       |  |  |                               |  |  |                              |  |
| Guido, conte di Penthièvre              |                                | Beatrice d'Inghilterra                 |                                        |  |  |       |  |  |                               |  |  |                              |  |
|                                         |                                | Guido VI, visconte di Limoges          | Guido V, visconte di Limoges           |  |  |       |  |  |                               |  |  |                              |  |
|                                         |                                | Guido VI, visconte di Limoges          | Guido V, visconte di Limoges           |  |  |       |  |  |                               |  |  |                              |  |
|                                         |                                | Guido VI, visconte di Limoges          | Ermengarda                             |  |  |       |  |  |                               |  |  |                              |  |
| Maria, viscontessa di Limoges           |                                | Guido VI, visconte di Limoges          |                                        |  |  |       |  |  |                               |  |  |                              |  |
|                                         |                                | Margherita di Borgogna                 | Ugo IV, duca di Borgogna               |  |  |       |  |  |                               |  |  |                              |  |
|                                         |                                | Margherita di Borgogna                 | Ugo IV, duca di Borgogna               |  |  |       |  |  |                               |  |  |                              |  |
|                                         |                                | Margherita di Borgogna                 | Yolanda di Dreux                       |  |  |       |  |  |                               |  |  |                              |  |
| Giovanna di Penthièvre                  |                                | Margherita di Borgogna                 |                                        |  |  |       |  |  |                               |  |  |                              |  |
|                                         | Enrico III, signore d'Avaugour | Alano II d'Avaugour, barone di Mayenne |                                        |  |  |       |  |  |                               |  |  |                              |  |
|                                         | Enrico III, signore d'Avaugour | Alano II d'Avaugour, barone di Mayenne |                                        |  |  |       |  |  |                               |  |  |                              |  |
|                                         | Enrico III, signore d'Avaugour | Clemenza di Beaufort, signora di Dinan |                                        |  |  |       |  |  |                               |  |  |                              |  |
| Enrico IV, signore d'Avaugour           | Enrico III, signore d'Avaugour |                                        |                                        |  |  |       |  |  |                               |  |  |                              |  |
|                                         |                                | Maria di Brienne, baronessa di Laigle  | Luigi di Brienne, visconte di Beaumont |  |  |       |  |  |                               |  |  |                              |  |
|                                         |                                | Maria di Brienne, baronessa di Laigle  | Luigi di Brienne, visconte di Beaumont |  |  |       |  |  |                               |  |  |                              |  |
|                                         |                                | Maria di Brienne, baronessa di Laigle  | Agnese di Beaumont-au-Maine            |  |  |       |  |  |                               |  |  |                              |  |
| Giovanna d'Avaugour                     |                                | Maria di Brienne, baronessa di Laigle  |                                        |  |  |       |  |  |                               |  |  |                              |  |
|                                         |                                | Giovanni II, signore d'Harcourt        | Giovanni I, signore d'Harcourt         |  |  |       |  |  |                               |  |  |                              |  |
|                                         |                                | Giovanni II, signore d'Harcourt        | Giovanni I, signore d'Harcourt         |  |  |       |  |  |                               |  |  |                              |  |
|                                         |                                | Giovanni II, signore d'Harcourt        | Alice di Beaumont-Gâtinais             |  |  |       |  |  |                               |  |  |                              |  |
| Giovanna d'Harcourt, signora de L'Aigle |                                | Giovanni II, signore d'Harcourt        |                                        |  |  |       |  |  |                               |  |  |                              |  |
|                                         |                                | Giovanna, viscontessa di Châtellérault | Amato, visconte di Châtellérault       |  |  |       |  |  |                               |  |  |                              |  |
|                                         |                                | Giovanna, viscontessa di Châtellérault | Amato, visconte di Châtellérault       |  |  |       |  |  |                               |  |  |                              |  |
|                                         |                                | Giovanna, viscontessa di Châtellérault | Agata di Dammartin                     |  |  |       |  |  |                               |  |  |                              |  |
|                                         |                                | Giovanna, viscontessa di Châtellérault |                                        |  |  |       |  |  |                               |  |  |                              |  |

### Fonti primarie
- (LA)  Chronicles of the reigns of Edward I. and Edward II, Annales Londonienses.
- (LA)  Rerum Gallicarum et Francicarum Scriptores, tomus XXI.
- (LA, FR)  Mémoires pour servir de preuves à l´histoire ecclésiastique et civile de Bretagne, Tome I.
- (LA)  Chroniques de Saint-Martial de Limoges.

### Letteratura storiografica
- A. Coville, "Francia: la guerra dei cent'anni (fino al 1380)", cap. XVI, vol. VI (Declino dell'impero e del papato e sviluppo degli stati nazionali) della Storia del Mondo Medievale, 1999, pp. 608–641.
- (FR)  Histoire de la maison de Chastillon-sur-Marne.
- (FR)  Histoire généalogique des ducs de Bourgogne de la maison de France.
- (FR)  N. Gallot, Moi Jeanne de Penthièvre Duchesse de Bretagne, Paris, 2013.
- (FR)  P. Tourault, Les Ducs et Duchesses de Bretagne, Paris, 2009.